# Maria Vainio-Kurtakko
Maria Vainio-Kurtakko, född 1976, är en finländsk författare och historiker.

## Utmärkelser
- 2011 - Statsrådet Mauritz Hallbergs pris
- 2016 - Statens pris för informationsspridning